# 마리 스미스 존스
마리 스미스 존스(Marie Smith Jones, 1918년 5월 14일 ~ 2008년 1월 21일)는 중남부 알래스카(Southcentral Alaska)의 이야크어의 마지막 남은 사용자였다. 그녀는 코르도바에서 태어났다. 이야크국(Eyak Nation)의 명예 대표자이자 마지막 남은 순혈 이야크인이었다. 2005년 인터뷰에서 스미스 존스는 자신의 이야크어 이름이 "Udach' Kuqax*a'a'ch"라고 하였다. 그녀는 이 이름의 뜻이 "멀리서 사람을 부르는 소리"라고 하였다.
존스는 1948년 5월 5일에 어부인 윌리엄 스미스(William F. Smith)와 결혼했다. 자식 9명을 낳았지만 그들은 이야크어를 배우지 않았다. 당시에는 이야크어가 사회적으로 멸시받았기 때문이다. 그녀는 1970년대 앵커리지(Anchorage)에 와서 살았다. 그녀는 언어학자 마이클 크로스(Michael Krauss)와 이야크어의 기록을 남기는 작업을 했다. 그들은 사전을 편찬하고 문법을 정리하였다. 그녀의 마지막 큰 형제자매는 1990년대에 죽었다. 그 후 존스는 적극적인 정치 활동을 하였다. 그녀는 토착 언어 문제와 평화 문제에 대해 유엔에서 두 차례 발언했다. 또한 인디언의 환경 문제에 대해서도 적극적이었다.
존스는 젊었을 때 알코올 중독에 빠졌었지만 50대 초반에 술을 끊었다. 하지만 담배는 계속 피워서 죽을 때까지 애연가로 남았다. 그녀는 앵커리지의 자택에서 89세의 나이로 2008년 1월 자연사하였다.

## 같이 보기
- 언어의 사멸
- 언어권